# کومیزو
کومیزو (به ایتالیایی: Comiso) یک کومونه در ایتالیا است که در استان راگوسا واقع شده‌است.

## خصوصیات
کومیزو ۶۴٫۹۳ کیلومترمربع مساحت و ۲۹٬۶۴۷ نفر جمعیت دارد و ۲۰۹-۲۷۰ متر بالاتر از سطح دریا واقع شده‌است.